# Henry Silva
Henry Silva (New York, 23 settembre 1926 – Los Angeles, 14 settembre 2022) è stato un attore statunitense.
Il suo volto, caratteristico per impassibilità e durezza dell'espressione, si è prestato spesso per la parte dell'antagonista spietato. In Italia ebbe un certo successo negli anni settanta partecipando a film del filone western e di quello poliziesco. Attore caratterista, apparve in numerosi film, tra i quali Colpo grosso (1960), Va' e uccidi (1962), Johnny Cool, messaggero di morte (1963), Pelle di sbirro (1981) e Ghost Dog - Il codice del samurai (1999).

## Biografia
Proveniente da una famiglia povera di origine ispanica ed italiana, figlio di Jesus Silva e Angelina Martinez cresce ad Harlem, un quartiere di Manhattan a New York, e lascia la scuola a 13 anni, lavorando come lavapiatti e cameriere in hotel a Manhattan. Nel 1955 viene ammesso all'Actors Studio, ove partecipa a un allestimento della pièce A Hatful of Rain di Michael V. Gazzo, con Paul Richards e Anthony Franciosa. La rappresentazione ha successo e giunge fino a Broadway, con la partecipazione di Ben Gazzara, Shelley Winters, Harry Guardino, oltre che di Franciosa, Richards e Silva.
Nel frattempo Silva inizia la carriera cinematografica nel 1952, recitando come comparsa nel film Viva Zapata!, con Marlon Brando e Anthony Quinn. Otterrà via via parti di maggior rilievo in film successivi, fra i quali Un cappello pieno di pioggia (1957), adattamento cinematografico della pièce A Hatful of Rain, fino al suo primo ruolo da protagonista nel film Johnny Cool, messaggero di morte (1963). Partecipa in ruoli di co-protagonista anche ad altri film importanti, come La veglia delle aquile (1964), accanto a Rock Hudson e Rod Taylor, e 5 per la gloria (1965), con Raf Vallone.
A partire dal 1966 comincia a partecipare a numerose produzione italiane del filone western e poliziesco, interpretando Un fiume di dollari (1966), insieme a Thomas Hunter. Successivamente è protagonista di Assassination (1967), Quella carogna dell'ispettore Sterling (1967), e La mala ordina (1971), diretto da Fernando Di Leo. Questo film, in cui Silva è protagonista, gli dà la fama internazionale. Tra il 1973 e il 1977 recita, sempre come protagonista, in numerosi film di registi, quali Umberto Lenzi (Il trucido e lo sbirro del 1976, accanto a Tomas Milian e Claudio Cassinelli), Giovanni Fago, Tonino Ricci (Zanna Bianca alla riscossa del 1974, accanto a Maurizio Merli e Renzo Palmer), Andrea Bianchi. Ha fatto parte anche del clan di Frank Sinatra.
Pur continuando a recitare in rare occasioni in film italiani, nel 1977 Silva ritorna in patria, dove partecipa al film Tiro incrociato (1979) di Stuart Rosenberg, accanto a Charles Bronson e Rod Steiger. I ruoli in patria gli regalano però meno visibilità di quelli in Italia. Dopo numerose pellicole minori, nel 1983 la sua carriera ha un rilancio grazie al film Fuga dal Bronx di Enzo G. Castellari, accanto ad Antonio Sabàto e Giancarlo Prete, nel quale ritorna a essere protagonista. Dall'anno successivo comincia ad apparire molto di più in ruoli secondari. Tuttavia si ricordano ruoli da protagonista ne Il codice del silenzio (1985), insieme a Chuck Norris; Gli avventurieri della città perduta (1986); Nico (1988) di Andrew Davis, con Steven Seagal; L'ultima partita (1990), l'ultimo girato in Italia, e Una chiamata nella notte (1997), con Peter Fonda. L'ultima sua apparizione cinematografica risale al 2001, in un cameo, nel film Ocean's Eleven - Fate il vostro gioco.
Ritiratosi da tempo dalle scene, è morto per cause naturali il 14 settembre 2022, presso la Motion Picture & Television Country House and Hospital a Woodland Hills (Los Angeles), a 9 giorni dal suo 96º compleanno. A darne notizia su Twitter la figlia di Dean Martin.

## Filmografia

### Cinema

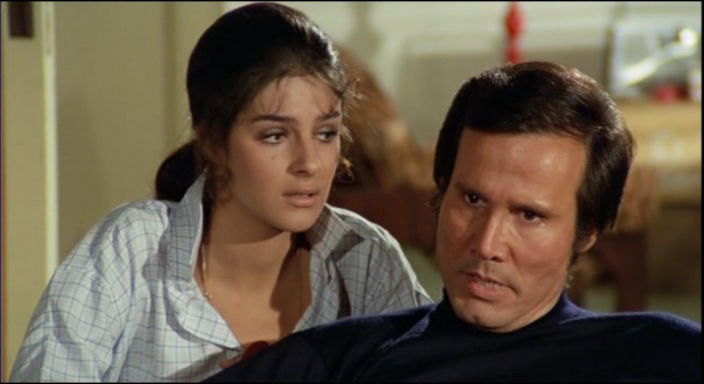
Henry Silva con Antonia Santilli nel film Il boss (1973) di Fernando Di Leo

- Viva Zapata!, regia di Elia Kazan (1952) – non accreditato
- Crowded Paradise, regia di Fred Pressburger (1956)
- I tre banditi (The Tall T), regia di Budd Boetticher (1957)
- Un cappello pieno di pioggia (A Hatful of Rain), regia di Fred Zinnemann (1957)
- Sfida nella città morta (The Law and Jake Wade), regia di John Sturges (1958)
- Il sentiero della rapina (Raid a Crooked Trail), regia di Jesse Hibbs (1958)
- Bravados (The Bravados), regia di Henry King (1958)
- Verdi dimore (Green Mansions), regia di Mel Ferrer (1959)
- I ribelli del Kansas (The Jayhawkers), regia di Melvin Frank (1959)
- Il Cenerentolo (Cinderfella), regia di Frank Tashlin (1960)
- Colpo grosso (Ocean's Eleven), regia di Lewis Milestone (1960)
- Tre contro tutti (Sergeants 3), regia di John Sturges (1962)
- Va' e uccidi (The Manchurian Candidate), regia di John Frankenheimer (1962)
- Johnny Cool, messaggero di morte (Johnny Cool), regia di William Asher (1963)
- La veglia delle aquile (A Gathering of Eagles), regia di Delbert Mann (1963)
- 5 per la gloria (The Secret Invasion), regia di Roger Corman (1964)
- Il ritorno del signor Moto (The Return of Mr. Moto), regia di Ernest Morris (1965)
- Da New York: la mafia uccide (Je vous salue, mafia!), regia di Raoul Lévy (1965)
- La taglia (The Reward), regia di Serge Bourguignon (1965)
- I dominatori della prateria (The Plainsman), regia di David Lowell Rich (1966)
- Un fiume di dollari, regia di Carlo Lizzani (1966)
- Assassination, regia di Emilio P. Miraglia (1967)
- Matchless, regia di Alberto Lattuada (1967)
- Quella carogna dell'ispettore Sterling, regia di Emilio P. Miraglia (1968)
- L'incredibile furto di Mr. Girasole (Never a Dull Moment), regia di Jerry Paris (1968)
- Probabilità zero, regia di Maurizio Lucidi (1969)
- Le cinque facce della violenza (The Animals), regia di Ron Joy (1970)
- Man and Boy, regia di E.W. Swackhamer (1970)
- La mala ordina, regia di Fernando Di Leo (1972)
- Regolamento di conti (Les Hommes), regia di Daniel Vigne (1972)
- L'insolente - Il più crudele tra quelli della mala (L'Insolent), regia di Jean-Claude Roy (1972)
- Il re della mala (Zinksärge für die Goldjungen), regia di Jürgen Roland (1973)
- Il boss, regia di Fernando Di Leo (1973)
- Quelli che contano, regia di Andrea Bianchi (1973)
- Zanna Bianca alla riscossa, regia di Tonino Ricci (1974)
- Milano odia: la polizia non può sparare, regia di Umberto Lenzi (1974)
- Fatevi vivi, la polizia non interverrà, regia di Giovanni Fago (1974)
- L'uomo della strada fa giustizia, regia di Umberto Lenzi (1975)
- Il trucido e lo sbirro, regia di Umberto Lenzi (1976)
- Poliziotti violenti, regia di Michele Massimo Tarantini (1976)
- Shoot - Voglia di uccidere (Shoot), regia di Harvey Hart (1976)
- Woo fook, regia di Terence Young (1977)
- Napoli spara!, regia di Mario Caiano (1977)
- Tiro incrociato (Love and Bullets), regia di Stuart Rosenberg (1979)
- Capitan Rogers nel 25º secolo (Buck Rogers in the 25th Century), regia di Daniel Haller (1979)
- Sete di sangue (Thirst), regia di Rod Hardy (1979)
- Day of the Assassin, regia di Brian Trenchard-Smith (1979)
- Virus. Ultimo rifugio: Antartide (Fukkatsu no hi), regia di Kinji Fukasaku (1980)
- Alligator, regia di Lewis Teague (1980)
- Pelle di sbirro (Sharky's Machine), regia di Burt Reynolds (1981)
- Obiettivo mortale (Wrong Is Right), regia di Richard Brooks (1982)
- Trapped, regia di William Fruet (1982)
- Megaforce, regia di Hal Needham (1982)
- Chained Heat, regia di Paul Nicholas (1983)
- Fuga dal Bronx, regia di Enzo G. Castellari (1983)
- Professione: poliziotto (Le Marginal), regia di Jacques Deray (1983)
- Razza violenta, regia di Fernando Di Leo (1984)
- La corsa più pazza d'America n. 2 (Cannonball Run II), regia di Hal Needham (1984)
- Cane arrabbiato, regia di Fabrizio De Angelis (1984)
- Killer contro killers, regia di Fernando Di Leo (1985)
- Lust in the Dust, regia di Paul Bartel (1985)
- Il codice del silenzio (Code of Silence), regia di Andrew Davis (1985)
- Gli avventurieri della città perduta (Allan Quatermain and the Lost City of Gold), regia di Gary Nelson (1986)
- Donne amazzoni sulla Luna (Amazon Women on the Moon), regia di Joe Dante (1987)
- Trained to Kill, regia di H. Kaye Dyal (1988)
- Nico (Above the Law), regia di Andrew Davis (1988)
- A prova di proiettile (Bulletproof), regia di Steve Carver (1988)
- Cyborg, il guerriero d'acciaio, regia di Giannetto De Rossi (1989)
- L'ultima partita, regia di Fabrizio De Angelis (1990)
- Dick Tracy, regia di Warren Beatty (1990)
- La via dura, regia di Michele Massimo Tarantini (1990)
- Fists of Steel, regia di Jerry Schafer (1991)
- White Cobra Express, regia di Jeff Kwitny (1991)
- Three Days to a Kill, regia di Fred Williamson (1991)
- The Harvest, regia di David Marconi (1992)
- Una chiamata nella notte (South Beach), regia di Fred Williamson (1993)
- Il silenzio dei prosciutti, regia di Ezio Greggio (1994)
- Notte di tenebre (Possessed by the Night), regia di Fred Olen Ray (1994)
- Fatal Choice, regia di Jenö Hodi (1995)
- Drifting School, regia di Junichi Mimura (1995)
- The Prince, regia di Pinchas Perry (1996)
- Il tempo dei cani pazzi (Mad Dog Time), regia di Larry Bishop (1996)
- Crimini invisibili (The End of Violence), regia di Wim Wenders (1997)
- Unconditional Love, regia di Steven Rush (1999)
- Ghost Dog - Il codice del samurai (Ghost Dog: The Way of the Samurai), regia di Jim Jarmusch (1999)
- Ocean's Eleven - Fate il vostro gioco (Ocean's Eleven), regia di Steven Soderbergh (2001) – cameo

### Televisione
- Lights Out – serie TV, episodio 3x14 (1950)
- Alfred Hitchcock presenta (Alfred Hitchcock Presents) – serie TV, episodio 2x11 (1956)
- West Point – serie TV, episodio 1x10 (1956)
- Climax! – serie TV, episodi 3x23-4x26 (1957-1958)
- Avventure in paradiso (Adventures in Paradise) – serie TV, episodio 1x25 (1960)
- Thriller – serie TV, episodio 1x35 (1961)
- Carovana (Stagecoach West) – serie TV, episodio 1x31 (1961)
- L'ora di Hitchcock (The Alfred Hitchcock Hour) – serie TV, episodio 1x26 (1963)
- Harrison Clarke Story – serie TV (1963)
- The Outer Limits – serie TV, episodi 1x13-1x15 (1963-1964)
- Sotto accusa (Arrest and Trial) – serie TV, episodio 1x20 (1964)
- I giorni di Bryan (Run for Your Life) – serie TV, episodio 1x08 (1965)
- Tarzan – serie TV, episodio 1x15 (1966)
- Ai confini dell'Arizona (The High Chaparral) – serie TV, episodio 1x15 (1967)
- Cimarron Strip – serie TV, episodio 1x01 (1967)
- The Danny Thomas Hour – serie TV, episodio 1x09 (1967)
- Mistero in galleria (Night Gallery) – serie TV, episodio 1x05c (1971)
- The Black Noon, regia di Bernard L. Kowalski – film TV (1971)
- Drive Hard Drive Fast, regia di Douglas Heyes – film TV (1973)
- Quark – serie TV (1978)
- Buck Rogers – serie TV, episodio 1x01 (1979)
- Happy, regia di Lee Philips – film TV (1983)

### Doppiaggio
- Batman (Batman: The Animated Series) (1992-1995)
- Batman - Cavaliere della notte (The New Batman Adventures) (1997-1999)

## Doppiatori italiani
Nelle versioni in italiano delle opere in cui ha recitato, Henry Silva è stato doppiato da:
- Nando Gazzolo ne Il sentiero della rapina, Johnny Cool, messaggero di morte, Probabilità zero, Milano odia: la polizia non può sparare
- Giuseppe Rinaldi in 5 per la gloria, Quella carogna dell'ispettore Sterling, Quelli che contano, Napoli spara!
- Pino Colizzi ne L'uomo della strada fa giustizia, Il trucido e lo sbirro, Killer contro killers
- Sergio Graziani ne I dominatori della prateria, Assassination, L'incredibile furto di Mr. Girasole
- Glauco Onorato ne I tre banditi, Un fiume di dollari
- Cesare Barbetti in Un cappello pieno di pioggia, Bravados
- Gualtiero De Angelis ne I ribelli del Kansas, Il Cenerentolo
- Sandro Iovino ne La mala ordina, Razza violenta
- Michele Kalamera in Zanna Bianca alla riscossa, Fuga dal Bronx
- Elio Zamuto ne Il codice del silenzio, Ghost Dog - Il codice del samurai
- Dario Penne in Professione: poliziotto, Nico
- Manlio Busoni in Viva Zapata!
- Renato Turi in Sfida nella città morta
- Massimo Turci in Va' e uccidi
- Gianfranco Bellini ne La veglia delle aquile
- Luciano Melani in Matchless
- Arturo Dominici in Viva Zapata! (ridoppiaggio 1967)
- Sergio Rossi ne Il boss
- Michele Gammino in Fatevi vivi, la polizia non interverrà
- Pino Locchi in Poliziotti violenti
- Renato Cortesi in Obiettivo mortale
- Gino La Monica in Cane arrabbiato
- Giampiero Albertini ne Gli avventurieri della città perduta
- Guido De Salvi in Donne amazzoni sulla Luna
- Vittorio Amandola ne Il tempo dei cani pazzi

Da doppiatore è sostituito da:
- Mario Zucca in Batman
- Massimiliano Lotti in Batman - Cavaliere della notte